# Коритниця (гміна)
Гміна Коритниця (пол. Gmina Korytnica) — сільська гміна у центральній Польщі. Належить до Венґровського повіту Мазовецького воєводства.
Станом на 31 грудня 2011 у гміні проживало 6571 особа.

## Площа
Згідно з даними за 2007 рік площа гміни становила 180.54 км², у тому числі:
- орні землі: 78.00%
- ліси: 14.00%

Таким чином, площа гміни становить 14.81% площі повіту.

## Населення
Станом на 31 грудня 2011:
| Опис     | Загалом | Загалом | Чоловіки | Чоловіки | Жінки | Жінки |
| -------- | ------- | ------- | -------- | -------- | ----- | ----- |
| одиниця  | осіб    | %       | осіб     | %        | осіб  | %     |
| все      | 6571    | 100     | 3450     | 52.50    | 3121  | 47.50 |
| міське   | 0       | 100     | 0        |          | 0     |       |
| сільське | 6571    | 100     | 3450     | 52.50    | 3121  | 47.50 |

## Сусідні гміни
Гміна Коритниця межує з такими гмінами: Вежбно, Добре, Лів, Лохув, Сточек, Страхувка, Ядув.